# سقبا
مدينة سقبا مدينة سورية تابعة لمحافظة ريف دمشق، تقع داخل غوطة دمشق الشرقية، تبعد عن مدينة دمشق 6 كم وترتفع 650 م عن سطح البحر وتوجد فيها بعض الآثار القديمة شمال المدينة. تحدها البلدات والقرى التالية: جسرين - افتريس - حمورية - حزة، ومن الغرب ناحية كفر بطنا ويقدر عدد سكانها ب 50 ألف نسمة.

## التسمية
يُرى بأن كلمة سقبا جاءت من كلمة ثقبا والتي تعني باللغة العربية ابن الجمل حديث الولادة ومنه فقد تم تسمية المنطقة باسم ثقبا لأنها كانت تشتهر ببيع النوق والثقوب (ابن الجمل) ومع توالي الحضارات واختلاف اللكنات انقلبت من الكلمة من ثقبا إلى سقبا.

## نشاطات المدينة

### الزراعة
من أشهر أشجارها الدراق والمشمش والجوز والقنب والحور وبالإضافة إلى الخضراوات.

### الصناعة
بدأ سكان سقبا ومنذ أوائل السبعينات يهتمون بأعمال نجارة الموبيليا الخشبية مما أدى إلى إتقانهم لهذه المهنة وازدياد عدد العاملين فيها مما ساهم كثيرا في تخصص مدينة سقبا بتصميم وتنفيذ جميع أنواع الموبيليا والمفروشات وأعمال الحفر اليدوي وأصبح أهالي دمشق وريفه يقصدون مدينة سقبا لشراء ما يلزمهم من المفروشات وقطع الموبيليا بعد أن أصبح في سقبا المئات من صالات الموبيليا التي تبيع وتفصل المفروشات حسب طلب لكافة الفئات.
وكانت تقترب من دخول موسوعة غينتس لاحتضانها أكبر تجمع لصالات مفروشات في العالم.

### مهرجانات ومعارض
بالإضافة إلى صالات عرض المفروشات التي تنتشر في مدينة سقبا فإن هناك مهرجانا خاصا يقام في سقبا في كل عام يسمى بمهرجان مفروشات سقبا عروس الشام.